# Michael Nyman
Michael Laurence Nyman (ur. 23 marca 1944 w Londynie) – kompozytor brytyjski żydowskiego pochodzenia, związany z minimalizmem muzycznym.

## Życiorys
W latach 1961–1965 studiował kompozycję oraz grę na fortepianie i klawikordzie w Royal Academy of Music; w latach 1964–1967 muzykologię w King's College w Londynie. Między 1968 a 1978 rokiem pracował jako krytyk muzyczny. To on jako pierwszy użył w 1968 roku terminu „minimalizm w muzyce” (w recenzji „The Great Digest” Corneliusa Cardewa dla magazynu „The Spectator”). W 1974 roku napisał książkę pt. Experimental Music: Cage and Beyond, w której analizował wpływ Johna Cage'a na kompozytorów muzyki poważnej (w 2011 książka ukazała się po polsku). Od 1976 roku działa jako kompozytor: zafascynowany jednocześnie minimalizmem oraz muzyką barokową, próbuje połączyć je nowym językiem muzycznym. Tworzy dzieła orkiestrowe, kameralne, chóralne oraz opery.
Wiele jego prac związanych jest z dziełami Petera Greenawaya, z którym współpracował przy jedenastu filmach (w tym do kilku krótkometrażowych) w latach 1976–1991. Wielką popularność przyniosła mu ścieżka filmowa do Fortepianu Jane Campion. Otrzymał za nią m.in. nagrodę Australijskiej Akademii Filmowej, nagrodę krytyków z Chicago oraz nominację do Złotego Globu. Pisał muzykę także dla innych hollywoodzkich produkcji, m.in. do filmu Gattaca - szok przyszłości (nominacja do Złotego Globu) oraz do Końca romansu Neila Jordana. Inni reżyserzy, dla których komponował to: Volker Schlöndorff (Król Olch) oraz Michael Winterbottom (Wonderland i Królowie życia). Współpracował także z Damonem Albarnem przy muzyce do filmu Drapieżcy Antonii Bird.
Wśród różnorodnych prac Nymana znalazła się także muzyka do gry komputerowej „Enemy Zero”.
Pośród jego niefilmowych dzieł szerzej znany jest „Noises, Sounds & Sweet Airs” (1994) – utwór na sopran, alt, tenor i zespół instrumentalny (oparty na muzyce Nymana do opery-baletu „La Princesse de Milan”), „Ariel Songs” (1990) na sopran i zespół, „MGV” (Musique à grande vitesse; 1993) na zespół, a także koncerty fortepianowe (oparte na ścieżce do Fortepianu), koncerty klawesynowe, koncerty na puzon oraz saksofon, kilka utworów na kwartet smyczkowy oraz opera Człowiek, który pomylił żonę z kapeluszem (The Man Who Mistook His Wife for a Hat; 1986), która opierała się na przypadku opisanym przez Olivera Sacksa.
Wiele utworów Nyman stworzył z myślą o własnym zespole – Michael Nyman Band – który powstał w 1976 roku, przy okazji wystawiania dla Teatru Narodowego w Londynie „Il Campiello” Carlo Goldoniego. Z myślą o aranżacji pieśni do spektaklu Nyman zebrał bardzo ciekawe instrumentarium: obok średniowiecznych instrumentów, takich jak rebeka i szałamaja, pojawiły się bardziej nowoczesne, np.: saksofon sopranowy i banjo. Celem było uzyskanie maksymalnie głośnego dźwięku bez wzmacniania. Później zespół przekształcił się w pełni wzmacniany skład, który tworzyły: kwartet smyczkowy, trzy saksofony, puzon basowy, gitara basowa oraz fortepian. Skład ten jednak bardzo się zmieniał i rozszerzał zależnie od wykonywanych utworów.
Komandor Orderu Imperium Brytyjskiego (2008).

## Wybrana filmografia
- Kontrakt rysownika (The Draughtsman's Contract), 1982
- Zet i dwa zera (A Zed and Two Noughts), 1985
- Wyliczanka (Drowning by Numbers), 1988
- Kucharz, złodziej, jego żona i jej kochanek (The Cook, the Thief, his Wife and her Lover), 1989
- Mąż fryzjerki (Le Mari de la coiffeuse), 1990
- Księgi Prospera (Prospero's Books), 1991
- Fortepian (The Piano), 1993
- Carrington, 1995
- Dziennik Anne Frank (Anne no nikki), 1995
- Król olch (The Ogre), 1996
- Gattaca – szok przyszłości (Gattaca), 1997
- Totalna magia (Practical Magic), 1998
- Drapieżcy (Ravenous), 1999
- Koniec romansu (The End of the Affair), 1999
- Wonderland, 1999
- Królowie życia (The Claim), 2000
- Jestem, 2005
- War Work, 2015